# 奥布河畔拜
奧布河畔拜（法語：Bay-sur-Aube，法語發音：[bɛ syʁ ob]）是法国上马恩省的一个市镇，属于朗格勒区。

## 地理
奥布河畔拜（47°49'16"N, 5°3'48"E）面积9.75 平方千米，位于法国大東部大區上马恩省，该省份为法国东北部内陆省份，北起马恩省和默兹省，西接奥布省，西南接科多尔省，东南接上索恩省，东临孚日省。
与奥布河畔拜接壤的市镇（或旧市镇、城区）包括：热尔迈讷、罗什塔耶、鲁埃勒、欧容河畔圣卢、维特里昂蒙塔涅、欧布里沃、奥布河畔欧努瓦。

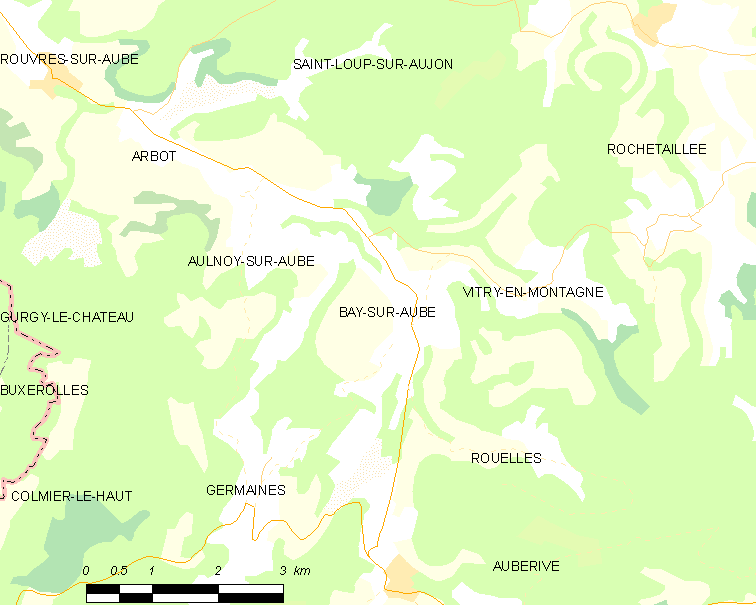
奥布河畔拜的OSM定位图

奥布河畔拜的时区为UTC+01:00、UTC+02:00（夏令时）。

## 行政
奥布河畔拜的邮政编码为52160，INSEE市镇编码为52040。

## 政治
奥布河畔拜所属的省级选区为维勒居西安勒拉克县。

## 人口

1962-2008年间奥布河畔拜人口变化图示

奥布河畔拜于2022年1月1日时的人口数量为46人。